# Beethoven 5
Beethoven 5, conosciuto anche con il titolo Continuavano a chiamarlo Beethoven (Beethoven's 5th) è un film direct-to-video del 2003 diretto da Mark Griffiths. È il quarto sequel della saga di Beethoven.

## Trama
Sara Newton va in vacanza con il suo cane Beethoven a Quicksilver, dove abita suo zio Freddy Kablinski, un uomo strampalato e disordinato. In questo paese, di cui Harold Herman è presidente della camera di commercio, è presente una miniera di mercurio abbandonata.
Un giorno Beethoven, durante una pesca in riva al lago con Sara, Freddy e il loro amico Garrett, ritrova una vecchia banconota che si rivela preziosa in quanto risale al 1920. Con l'aiuto dello sceriffo Julie Dempsey e Harold, si scopre che tale banconota è parte di un bottino appartenente a due rapinatori, Rita e Moe Selig, creduti morti affogati nel lago durante una fuga post-rapina. A Quicksilver gira voce che i fantasmi dei coniugi Selig stiano sorvegliando questo tesoro. La notizia del ritrovamento della banconota fa il giro del paese e tutti hanno intenzione di ottenere il bottino e pertanto iniziano a stringere amicizia con Beethoven. Una notte Sara inizia la ricerca del tesoro nascosto, ma anche gli altri abitanti si mettono all'opera.
Per un'altra notte i tre riprendono la ricerca e Sara scorge due fantasmi che la spaventano, mentre Freddy cade in una trappola preparata da una certa Cora che rivela loro come è continuata la storia della coppia Selig, ossia che non sono mai affogati, ma per la maniera in cui lo dice, viene creduta una pazza.
In seguito Sara e Garrett, per approfondire la questione, si dirigono verso la biblioteca pubblica dove incontrano il bibliotecario Giles che però li caccia via. Di notte qualcuno irrompe nella casa di Freddy, ruba la banconota e lascia al suo posto un garofano rosso (Moe Selig, secondo il racconto di Harold, era solito lasciare garofani al posto dell'oggetto rubato). Credendo sia Giles il ladro, Sara, Garrett, Freddy e Beethoven si infiltrano nella biblioteca per ritrovare la banconota, ma invano, tuttavia recuperano un negativo contenente l'immagine dei Selig con un bambino. Il cane viene rapito quella stessa notte e la mattina dopo Freddy trova sulla cassetta postale un altro garofano:  a quel punto i tre si rivolgono allo sceriffo e vanno ad interrogare Giles che confessa di essere il figlio dei due rapinatori (grazie alla prova della foto del negativo e del cognome, "Giles" anagramma di "Selig"), che i suoi genitori non sono morti ma sono andati a vivere in Canada e che hanno nascosto il bottino in un luogo la cui mappa è finita in fondo al lago.
Beethoven in realtà è stato rapito da Harold che è alla ricerca dei soldi, ma finisce vittima della trappola di Cora, perdendo così il cane che fa ritorno da Sara e Freddy e li conduce presso la miniera dove la mattina seguente trovano il bottino. Nella miniera però intravedono i fantasmi che si rivelano un trucco di Cora, confessando che è stata idea di Harold che, nel frattempo, ha rubato la borsa piena di soldi riposta nel furgone sabotato di Freddy, ma durante la fuga, incontra Julie che lo arresta. Alla fine i soldi vengono investiti per restaurare la biblioteca pubblica.

## Distribuzione
- 2 dicembre 2003 negli Stati Uniti d'America (Beethoven's 5th)
- 4 marzo 2004 in Polonia
- 9 marzo nei Paesi Bassi
- 23 marzo in Ungheria
- 25 marzo in Germania (Beethoven auf Schatzsuche)
- 6 aprile in Francia (Beethoven et le trésor perdu)
- maggio 2004 nel Regno Unito
- 26 maggio in Finlandia (Beethovenin viides) e in Norvegia
- 14 luglio in Argentina (La quinta de Beethoven)
- 27 agosto in Giappone
- 15 novembre in Islanda